# Servicio 101 (Corredor Amarillo)
El servicio 101 es una línea del Corredor Amarillo, que conecta los distritos de San Martín de Porres y Villa El Salvador. El servicio se encuentra suspendido de forma temporal.

## Características
Inició operaciones el 29 de mayo de 2021, con un recorrido, que por el norte, comenzaba en el óvalo en el que confluyen las avenidas Canta Callao y Naranjal, en el distrito de San Martín de Porres; mientras que, por el sur finalizaba en las inmediaciones de la Villa Panamericana, en el distrito de Villa El Salvador.
En noviembre de 2021, la ruta fue modificada y extendida por el sur hasta las cercanías del Parque Zonal Huáscar, a través de las avenidas Mariano Pastor Sevilla y 200 Millas.
En mayo de 2022, la ruta fue extendida por el norte hasta la intersección de la avenida Canta Callao con la avenida A, a unos metros del patio taller del concesionario.
En septiembre de 2022 , la ruta se extendió hasta el Ovalo Maria Reiche.
En octubre de 2022 , la ruta seria expandida en el Norte hasta la Plaza Chuquitanta.
Su flota estuvo compuesta por buses de 12 metros, todos ellos del modelo Titán Urbano Corredor de la carrocera Modasa.
| Lunes a sábado | 05:00 a. m. - 11:00 p. m. |
| Domingos       | 05:00 a. m. - 10:30 p. m. |

| General     | S/ 2.50 |
| Estudiantes | S/ 1.25 |

El medio de pago fue la tarjeta Lima Pass.

## Itinerario
En el sentido de ida, el recorrido inicia en el cruce de la avenida Tantamayo con la Calle B. Circula por las avenidas Canta Callao, Naranjal, Universitaria, Carlos Izaguirre, la carretera Panamericana Norte, la avenida Zarumilla, la vía expresa Línea Amarilla, la vía de Evitamiento, la carretera Panamericana Sur y las avenidas Mateo Pumacahua, Mariano Pastor Sevilla , 200 Millas , Avenida Revolucion , Maria Reiche y La ruta finaliza en la Avenida Lima Cruce con Avenida de los Incas , Cerca del Grifo Chepén.
En el sentido de vuelta, el recorrido es en el orden inverso al anteriormente mencionado.
| N.º                            | Paradero               | Común con            |
| Avenida Canta Callao           | Avenida Canta Callao   | Avenida Canta Callao |
| ------------------------------ | ---------------------- | -------------------- |
| 1                              | Avenida A              |                      |
| 2                              | Marañón                |                      |
| 3                              | Canta Callao           |                      |
| Avenida Naranjal               |                        |                      |
| 4                              | Huandoy                | AN-14                |
| 5                              | Universitaria          | AN-14                |
| Avenida Universitaria          |                        |                      |
| 6                              | Los Alisos             |                      |
| 7                              | Izaguirre              |                      |
| Avenida Carlos Izaguirre       |                        |                      |
| 8                              | Estibina               |                      |
| 9                              | Conococha              | AN-18                |
| 10                             | Mayolo                 | AN-18                |
| 11                             | Santos Chocano         | AN-18                |
| 12                             | Panamericana           | AN-18                |
| Panamericana Norte             |                        |                      |
| 13                             | Óvalo Izaguirre        |                      |
| 14                             | Mega Plaza             |                      |
| 15                             | Senati                 |                      |
| 16                             | Plaza Norte            |                      |
| 17                             | Palao                  |                      |
| 18                             | Cayetano               |                      |
| 19                             | Habich                 |                      |
| Avenida Zarumilla              |                        |                      |
| 20                             | Control                |                      |
| Vía de Evitamiento             |                        |                      |
| 21                             | Puente Nuevo           | 107                  |
| 22                             | Atarjea                | 107                  |
| 23                             | Perales                | 107                  |
| 24                             | Puente Azul            | 107                  |
| 25                             | Puente Santa Anita     | 107                  |
| 26                             | Puente Santa Rosa      | 107                  |
| 27                             | Javier Prado           | 107                  |
| Panamericana Sur               |                        |                      |
| 28                             | Hipódromo              |                      |
| 29                             | Pentagonito            |                      |
| 30                             | Primavera              |                      |
| 31                             | Vivanco                |                      |
| 32                             | Pedagógico             |                      |
| 33                             | Prosegur               |                      |
| 34                             | Benavides              |                      |
| 35                             | Ricardo Palma          |                      |
| 36                             | Las Flores             |                      |
| 37                             | Tinoco                 |                      |
| 38                             | Atocongo               |                      |
| 39                             | Próceres               |                      |
| 40                             | Sedapal                |                      |
| 41                             | Amauta                 |                      |
| 42                             | Alipio Ponce           |                      |
| 43                             | Umamarca               |                      |
| 44                             | Electroperú            |                      |
| 45                             | América                |                      |
| Avenida Mariano Pastor Sevilla |                        |                      |
| 46                             | Modelo                 |                      |
| 47                             | Primero de Mayo        |                      |
| 48                             | El Sol                 |                      |
| 49                             | Arriba Perú            |                      |
| 50                             | Velasco Alvarado       |                      |
| 51                             | Jorge Chávez           |                      |
| 52                             | César Vallejo          |                      |
| 53                             | 3 de Octubre           |                      |
| 54                             | José Carlos Mariátegui |                      |
| 55                             | José Olaya             |                      |
| 56                             | 200 Millas             |                      |
| Avenida 200 Millas             |                        |                      |
| 57                             | Parque Zonal           |                      |

| N.º                            | Paradero               | Común con |
| ------------------------------ | ---------------------- | --------- |
| 1                              | Parque Zonal           |           |
| Avenida Mariano Pastor Sevilla |                        |           |
| 2                              | 200 Millas             |           |
| 3                              | José Olaya             |           |
| 4                              | José Carlos Mariátegui |           |
| 5                              | 3 de Octubre           |           |
| 6                              | César Vallejo          |           |
| 7                              | Jorge Chávez           |           |
| 8                              | Velasco Alvarado       |           |
| 9                              | Arriba Perú            |           |
| 10                             | El Sol                 |           |
| 11                             | Primero de Mayo        |           |
| 12                             | Modelo                 |           |
| Panamericana Sur               |                        |           |
| 13                             | América                |           |
| 14                             | Electroperú            |           |
| 15                             | Umamarca               |           |
| 16                             | Alipio Ponce           |           |
| 17                             | Amauta                 |           |
| 18                             | Sedapal                |           |
| 19                             | Próceres               |           |
| 20                             | Atocongo               |           |
| 21                             | Tinoco                 |           |
| 22                             | Las Flores             |           |
| 23                             | Ricardo Palma          |           |
| 24                             | Benavides              |           |
| 25                             | Prosegur               |           |
| 26                             | Pedagógico             |           |
| 27                             | Vivanco                |           |
| 28                             | Primavera              |           |
| 29                             | Pentagonito            |           |
| 30                             | Hipódromo              |           |
| Vía de Evitamiento             |                        |           |
| 31                             | Javier Prado           | 107       |
| 32                             | Puente Santa Rosa      | 107       |
| 33                             | Puente Santa Anita     | 107       |
| 34                             | Puente Azul            | 107       |
| 35                             | Perales                | 107       |
| 36                             | Atarjea                | 107       |
| 37                             | Puente Nuevo           | 107       |
| Avenida Zarumilla              |                        |           |
| 38                             | Control                |           |
| Panamericana Norte             |                        |           |
| 39                             | Habich                 |           |
| 40                             | Cayetano               |           |
| 41                             | Palao                  |           |
| 42                             | Plaza Norte            |           |
| 43                             | Senati                 |           |
| 44                             | Mega Plaza             |           |
| 45                             | Óvalo Izaguirre        |           |
| Avenida Carlos Izaguirre       |                        |           |
| 46                             | Metro                  |           |
| 47                             | Daniel Fernández       |           |
| 48                             | Santos Chocano         | AN-18     |
| 49                             | Las Palmeras           | AN-18     |
| 50                             | El Amargón             | AN-18     |
| 51                             | Estibina               | AN-18     |
| Avenida Universitaria          |                        |           |
| 52                             | Santa Rosa             |           |
| 53                             | Los Alisos             |           |
| 54                             | Naranjal               |           |
| Avenida Naranjal               |                        |           |
| 55                             | Huandoy                | AN-14     |
| 56                             | Portales del Naranjal  | AN-14     |
| Avenida Canta Callao           |                        |           |
| 57                             | Marañón                |           |
| 58                             | Avenida A              |           |

## Trivia
Inicialmente, Protransporte (actual ATU), proyectó que este servicio conecte el distrito de Puente Piedra con Santiago de Surco, haciendo el recorrido de Paradero Flecha - Intercambio vial Zapallal - Carretera Panamericana Norte (PE-1N) - Vía de Evitamiento (PE-1N / PE-1S) - Carretera Panamericana Sur (PE-1S) - Puente Atocongo y viceversa. Después, el servicio salió con el recorrido que conocemos ahora.